# Jefferson City (Tennessee)
Jefferson City – miasto w Stanach Zjednoczonych, w stanie Tennessee, w hrabstwie Jefferson.